# Переяславец
Переясла́вец (староболг. Преславец) — город на Дунае, который князь Святослав Игоревич собирался сделать новой столицей Руси. Точно не идентифицирован.
Название «Переяславец» известно по древнерусским летописям в описании походов Святослава в Болгарию в 967—971 гг. Идентифицируется с болгарским городом Преславом или исчезнувшим городком Преславом Малым (Преславцем), который находился на нижнем Дунае в совр. Румынии. Точное местонахождение Преславца не установлено.

## Древнерусская летопись
«Повесть временных лет» впервые упоминает о Переяславце в связи с 1-м походом князя Святослава в Болгарию:

«В год 6475 (967). Пошел Святослав на Дунай на болгар. И бились обе стороны, и одолел Святослав болгар, и взял городов их 80 по Дунаю, и сел княжить там в Переяславце, беря дань с греков.»

Когда Святославу пришлось вернуться в Киев, чтобы отбить набег печенегов, он так сообщил своей матери, княгине Ольге, о планах переноса столицы Руси на Дунай:

«Не любо мне сидеть в Киеве, хочу жить в Переяславце на Дунае — ибо там середина земли моей, туда стекаются все блага: из Греческой земли — золото, паволоки, вина, различные плоды, из Чехии и из Венгрии серебро и кони, из Руси же меха и воск, мед и рабы.»

После смерти Ольги Святослав вернулся в Переяславец, который с боем пришлось отбивать у болгар. Согласно летописи, он находился там во время войны с Византией. О других городах в Болгарии летопись не упоминает.

## Идентификация Переяславца
- Византийские источники перечисляют разные города в связи с русско-византийской войной. Если сопоставить события, описанные в древнерусских летописях и более подробных византийских источниках, то на роль Переяславца мог претендовать Доростол, болгарская крепость на Дунае. Именно Доростол Святослав отбивал у болгар во время 2-го похода в Болгарию, и там же развернулись основные сражения с византийской армией[2].

- Часто в публикациях отождествляют Переяславец на Дунае со столицей Болгарского царства Преславом Великим, обосновывая расхождение с летописью неосведомлённостью древнерусского летописца в болгарской географии. Согласно византийским источникам Святослав захватывал Преслав, но своей резиденцией не делал. Переяславец оставался резиденцией болгарского царя Бориса II, в нём также стоял русский гарнизон. Кроме того, Преслав находился довольно далеко от Дуная. Возможно в понимании летописца произошло смешивание столицы Преслава с незначительным (в X веке) городком Преславом Малым, находившемся действительно на Дунае и получившим известность уже после русско-византийской войны 970—971 года.

- Некоторые историки склонны видеть в Переяславце болгарский город Преслав Малый (или Преславец), зафиксированный в византийских источниках как Μικρὰ Πρεσθλάβα[3]. Болгарский историк Васил Н. Златарски определял местонахождение Переяславца на Дунае в Добрудже, ниже по течению от румынского города Чернаводэ[4]. Торговый речной порт Преславец приобрел известность и значение торгового центра лишь в XI веке, времени создания первых русских летописей. Арабский географ XII века Аль-Идриси назвал Переяславец (Барасклафиса) городом, куда сходились торговые пути между Галицкой Русью и Византией.

- В словаре Брокгауза и Эфрона Переяславец отождествляется с Преславом Малым, но идентифицируется с Маркианополем (основан римским императором Траяном), развалины которого находятся недалеко от болгарской Варны (вдали от Дуная).

- Академик Ф. И. Успенский, написавший фундаментальные труды по истории Византии, полагал, что Переяславец являлся «древней столицей болгарских ханов»[5] и находился около совр. румынского города Исакча близ устья Дуная.

## Современный Преславец
- В Болгарии в округе Силистра есть село Малык-Преславец (болг. Малък Преславец, Малый Преславец), которое получило своё название уже в новое время.

- В Румынии в Добрудже на притоке Дуная есть село Нуферу (рум. Nufăru), которое до 1968 года носило название Prislav. Предполагается, что в этом месте мог находиться летописный Переяславец.